# Soester Gruppe
Die Soester Gruppe ist ein archäologischer Begriff, der eine megalithische Fundgruppe im östlichen Bereich der Hellwegbörden bezeichnet. Sie ist nach der Kernstadt der Soester Börde benannt. Die Soester Gruppe liegt im Grenzbereich der Trichterbecher- und der Wartbergkultur. Ihre Bauwerke unterscheiden sich von denen der norddeutschen Trichterbecherkultur. Die Soester Galeriegräber nahmen in ihren zwei bis drei Meter breiten, häufig 20 bis 30 m langen Kammern bis zu 250 Bestattungen auf. Der Zugang erfolgte beim Typ Züschen von der Schmal-, beim Typ Rimbeck von der Langseite. Ein Türstein mit „Seelenloch“ trennt den Zugangsbereich von der Grabkammer. Regionale Gruppen ließen sich im Abstand von rund 30 km identifizieren.

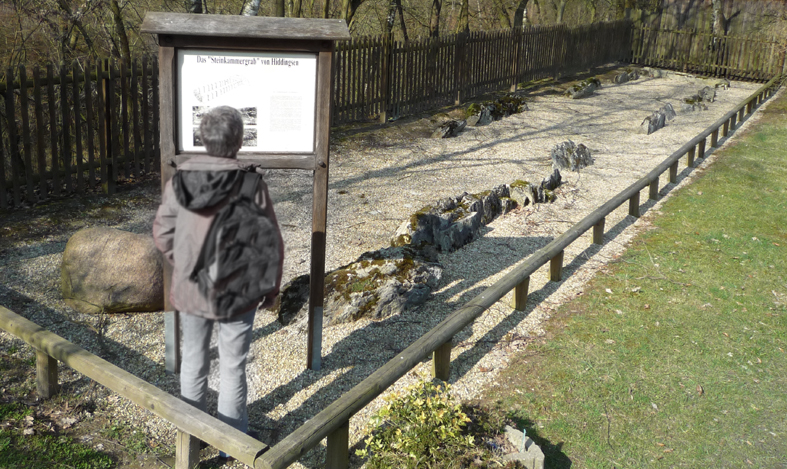
Galeriegrab von Hiddingsen

Zur Soester Gruppe werden Gräbergruppen, das Galeriegrab von Hiddingsen, dazu Funde bei Soest-Ostönnen, die Kollektivgrabnekropole von Erwitte-Schmerlecke I-III, Anröchte-Uelde und Erwitte-Völlinghausen gezählt. Datiert wird die Gruppe in die Zeit ab etwa 3700 v. Chr.
Die Funde von Hiddingsen und Schmerlecke finden besondere Berücksichtigung im Rahmen des „Wegs der großen Steine“ der westfälischen Etappe der „European Route of Megalithic Culture“, eines Kulturwegs des Europarats.

## Forschungsprojekt, Schmerlecke
Gemeinsam führten die Westfälische Wilhelms-Universität Münster, der LWL-Archäologie für Westfalen, Außenstelle Olpe, und die Universitätsmedizin der Georg-August-Universität Göttingen ein Forschungsprojekt durch. Ausgangspunkt dieses DFG-Teilprojekts Genese und Struktur der hessisch-westfälischen Megalithik am Beispiel der Soester Gruppe im Rahmen des Projekts Frühe Monumentalität und soziale Differenzierung. Zur Entstehung und Entwicklung neolithischer Großbauten und erster komplexer Gesellschaften im nördlichen Mitteleuropa ist die Kollektivgrabnekropole von Schmerlecke bei Erwitte. Eine erste geologische Analyse des Grabes von Hiddingsen konnte durchgeführt werden. Bis dahin lag nur eine 14C-Datierung für die Soester Gruppe vor, nämlich für Ostönnen. Sie passt in die Bandbreite früher gewonnener Daten für die Errichtung von Galeriegräbern. Die von Kerstin Schierhold zusammengestellten anthropologischen Daten weisen große Dokumentationslücken insbesondere im Bereich der Paläopathologie auf. Auch die Erforschung der Siedlungen und die Bedeutung der nahe gelegenen monumentalen Grabenwerke ist noch desiderat.
Erweisen ließ sich in Schmerlecke ein höheres Alter der Soester Gruppe, als bisher angenommen. Einige Knochen konnten auf die Zeit um 3700 cal BC datiert werden. Damit sind sie die ältesten Belege für die Soester Gruppe, deren Beginn bis dahin um 3500/3400 cal BC angesetzt wurde.
Schmerlecke II ist etwa 20 m lang und 2,5 bis 3 m breit, dabei etwa 2 m hoch. Das Gräberfeld war weitaus größer, als vor dem Forschungsprojekt der DFG angenommen wurde. Zudem fand sich ein exzentrisch gelegener doppelter Pfostenring von 11 m Durchmesser. Mittig befand sich eine Vierpfostenstellung. Möglicherweise stammten versetzte Pfostenringe erst aus der Bronzezeit, so dass es sich vielleicht um eine zweiphasige Anlage handelt. 500 m nordöstlich könnte sich eine größere Hofanlage befunden haben, ebenso wie 500 m nördlich. Auch fand sich ein bisher nicht untersuchter Graben.
Das Material der verarbeiteten Kalksteinplatten kommt in der Region nicht vor. Der Kammerboden liegt noch heute 0,8 bis 0,9 m unter dem Bodenniveau. 2007 wurde Grab III entdeckt, das 24 m lang ist und eine lichte Weite von 4 bis 4,5 m aufweist. Es fanden sich menschliche Knochen und Tierzahnanhänger, meist aus Hundezähnen, möglicherweise auch solchen von Wölfen, selten von Füchsen und Dachsen, Wildkatzen und Mardern. Ein Canideneckzahn weist dabei Spuren eines Kupferartefakts auf. Damit ist erstmals plausibel gemacht, dass derlei Schmuck mit Kupfer getragen wurde. Selten sind die als Amulette aufgefassten Unterkiefer von Füchsen, die offenbar poliert wurden. Ungewöhnlich ist auch die Trockenmauerwerktechnik aus kleinteiligen Kalksteinplatten. Es weist damit erstmals Ähnlichkeiten mit dem bisher singulären Kollektivgrab von Völlinghausen auf. Den Boden bildeten rötliche granitische Splitter. Insgesamt liegen aus Grab II und III über 700 Anhänger aus Tierzähnen vor. Während eine so große Fundzahl in derlei Gräbern einmalig ist, kommen Bestandteile der Kleidung aus Bernstein und Kupfer nur selten vor. Beide Bernsteinanhänger stellten eine Scheibe von 1,3 cm Durchmesser mit einem 4-mm-Loch dar; der besser erhaltene Bernstein stammte aus dem Baltikum. Kupfer ist vielfach als grüne Verfärbung an Knochen nachweisbar, jedoch fanden sich auch vollständige Stücke, wie eine 8 cm lange Kupferspirale.
An den Pfeilspitzen erweist sich die Grenzlage zwischen den besagten Kulturen. Während die trapezförmigen Pfeilschneiden (Querschneider) mit der Trichterbecherkultur verbunden sind, waren die dreieckigen Pfeilspitzen eher auf Kontakte mit der Wartbergkultur zurückzuführen. Artefakte aus Maasfeuerstein stammten wahrscheinlich aus dem etwa 300 km westlich gelegenen Rijckholt, der Gemeinde Eijsden-Margraten. In Grab III fand man darüber hinaus Schlagfeuerzeuge, in einigen Fällen sogar mit anhaftenden Knollen aus Markasit. Eine Axtklinge vom Hannoverschen Typ stellte wohl eher einen Repräsentationsgegenstand dar.
Generell ist Keramik in Fundstätten der Soester Gruppe sehr selten. Sie findet sich nur in den Eingangsbereichen, die eher eine gemeinschaftliche Sphäre darstellten.
Nur wenige Getreidekörner blieben erhalten, hinzu kommen sehr wenige kultivierte Hülsenfrüchte.

## Belege
1. ↑  Vgl. Genese und Struktur der hessisch-westfälischen Megalithik am Beispiel der Soester Gruppe DFG-Schwerpunktprogramm 1400 »Frühe Monumentalität und soziale Differenzierung«.
2. ↑  Vera Brieske/Lea Kopner: Galeriegräber der Soester Gruppe: Etappen der Europäischen Kulturstrasse(sic!) Megalithic Routes. In: Soester Zeitschrift, Heft 134, S. 9–18; vgl. auch Blog der Altertumskommission des LWL mit Hinweisen zum Aufbau der Route, abgerufen am 11. Dezember 2023
3. ↑  Schierhold et al., S. 423.